# Groschew GN-7
Die Groschew GN-7 (russisch Грошев ГН-7), auch G Nr. 7 (Г № 7) ist ein in den 1930er Jahren von G. F. Groschew entwickeltes sowjetisches Segelflugzeug.

## Einsatz
Genutzt wurde die GN-7 hauptsächlich von den Fliegerklubs der OSSOAWIACHIM. Im Mai 1937 stellte Wiktor Rastorgujew mit einer GN-7 einen Landesrekord im freien Streckenflug auf, den er innerhalb weniger Tage zweimal selbst überbot. So legte er am 5. Mai von Tuschino aus eine Strecke von 539,6 km zurück, überwand am 15. Mai mit 602,2 km als erster sowjetischer Segelflieger die 600-km-Marke, was gleichzeitig Weltrekord bedeutete, und erhöhte ihn am 27. Mai auf 652,0 km. Erst zwei Jahre später konnte er von Olga Klepikowa eingestellt werden.
Ein Exemplar gelangte im Verlauf des Zweiten Weltkriegs nach Ungarn, flog dort mit dem Kennzeichen HA–4040 und wurde bei einer Bruchlandung zerstört. Der Konstrukteur Groschew entwickelte neben der GN-7 mit der GN-4 und GN-8 auch zwei der ersten sowjetischen Lastensegler.

## Aufbau
Die GN-7 ist ein freitragender Schulterdecker in Holzbauweise. Der Rumpf und das Tragflächenmittelstück bilden einen konstruktiven Verbund. Letzteres ist nach oben ansteigend ausgeführt, so dass es zusammen mit den sich gerade anschließenden Außenflächen einen Knickflügel bildet. Das Leitwerk ist ebenfalls freitragend, wobei die Höhenflosse sehr weit vor der Seitenflosse angesetzt ist. Das Fahrwerk besteht aus einer hölzernen Gleitkufe unter dem Rumpf und einem Schleifsporn am Heck.

## Technische Daten
| Kenngröße         | Daten      |
| ----------------- | ---------- |
| Besatzung         | 1          |
| Spannweite        | 16,80 m    |
| Länge             | 6,35 m     |
| Höhe              |            |
| Flügelfläche      | 12,8 m²    |
| Flügelstreckung   | 22,0       |
| Flächenbelastung  | 23,8 kg/m² |
| Leermasse         | 200 kg     |
| Startmasse        | 305 kg     |
| Gleitzahl         | 28         |
| geringstes Sinken | 0,80 m/s   |
| Profil            | Gö 549     |